# Соколове (Самарівський район)
Соколо́ве — село в Україні, в Піщанській сільській громаді Самарівського району Дніпропетровської області, над річкою Татарка. Населення за переписом становить 394 особи.

## Географія
Село Соколове знаходиться на лівому березі річки Татарка, яка через 9 км впадає в озеро Самарська Затока (річка Самара), вище за течією на відстані 2 км розташоване село Дороге, нижче за течією на відстані 3,5 км розташоване село Олександрівка. Через село проходить автомобільна дорога Т 0402.

## Населення

### Мова
Розподіл населення за рідною мовою за даними перепису 2001 року:
| Мова            | Кількість | Відсоток |
| --------------- | --------- | -------- |
| українська      | 377       | 95.69%   |
| російська       | 16        | 4.06%    |
| інші/не вказали | 1         | 0.25%    |
| Усього          | 394       | 100%     |

## Археологія
У села курганний могильник з матеріалами пізнього етапу трипільської культури. Курган 6. В похованні 4 виявлено посудину трипільської культури. Курган 1, поховання 2, 9 з трипільським посудом. Курган 14, поховання 2, 3, 9 пізньо-трипільські. Розкопки I. Ф. Ковальової 1976-77 роках.

## Історія
Одне з можливих місць розміщення козацького Сокольського редуту Самарської паланки.
В селі знаходиться Свято-Введенський храм ПЦУ.

## Постаті
- Козирєв Леонід Вікторович (1989—2016) — молодший сержант Збройних сил України, учасник російсько-української війни..